# Groningen
För andra betydelser, se Groningen (olika betydelser).
Groningen (nederländskt uttal: [ˈɣroːnɪŋə(n)]
 ( lyssna), frisiska Grins) är en stad i Nederländerna och huvudort för provinsen Groningen. Staden har cirka 198 000 invånare (2014) och är den sjunde största staden i Nederländerna. Groningen är en universitetsstad med omkring 40 000 studenter. Det finns en högskola och ett universitet.

## Dialekt och ortnamn
Dialekten som talas i provinsen heter Gronings (‘Groningska’) och Groningen kallas Grunn(en) i denna dialekt. I norra Nederländerna är Groningen även känd som “Stad”. Ursprunget av namnet ‘Groningen’ är inte helt klart men det finns några teorier. Diktare har kopplat Groningen till den mytiska figuren Gruno som är tänkt att ha grundat en bosättning på platsen 453 f. Kr. En annan teori är att namnet syftar på de gröna gärdena i omgivningen. Namnet kan även komma från personsnamnet ‘Groni’; ‘Groningen’ skulle då betyda ‘hos männen från Groni’.

## Historik

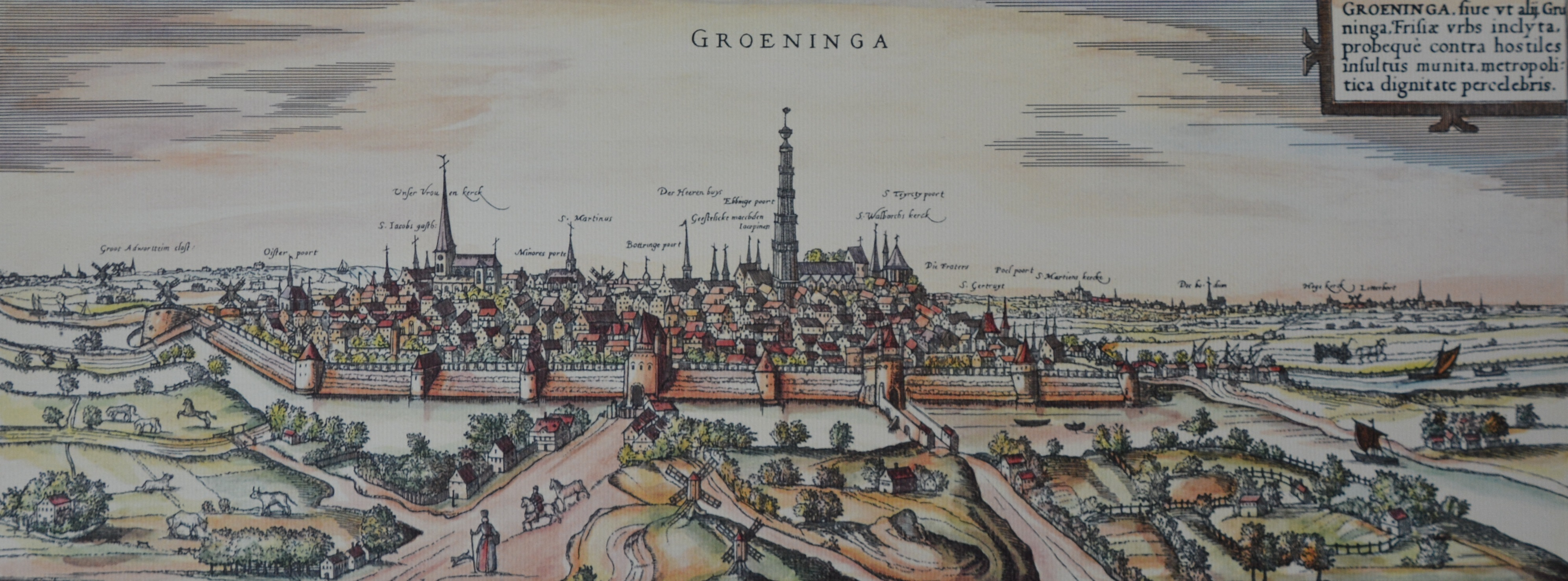
Groningen 1565.

När Groningen precis uppstod är inte helt känd. Villa Cruoinga dateras 1040 och är den äldsta skriftliga dokumentationen där staden nämns i. De äldsta arkeologiska fynden dateras till 3950 - 3720 f. Kr., och man har hittat en bostad från 300-talet. Groningen på 1200-talet medlem av Hansan och underlade sig angränsande områden. Efter att flera gånger ha bytt ägare, underkastade den sig Karl V, intogs 1594 av Moritz av Oranien och tilldelades 1815 kungariket Nederländerna.

Karta över belägringen 1672

Under början av 1600-talet växte stan snabbt och en ny stadsmur byggdes, vilken sattes under prov under kriget mellan England och Nederländerna 1672, när staden attackerades av biskopen av Münster, Bernard von Galen. Stadsmuren stod emot, en händelse som firas med musik och fyrverkerier den 28 augusti ("Gronings Ontzet", eller "Bommen Berend"). 
Under och efter 1800-talet växte staden ännu mer: år 1800 hade Groningen 25 000 invånare, 1940 var det redan 120 000. Under andra världskriget ockuperades staden utan motstånd av tyskarna och 33 000 invånare dog, varav 28 000 var judiska. Efter kriget hade antalet invånare ökats till 150 000 på grund av flyktingar från södra delen av landet. Under resten av 1900-talet fortsatte Groningen att växa.

## Undervisning

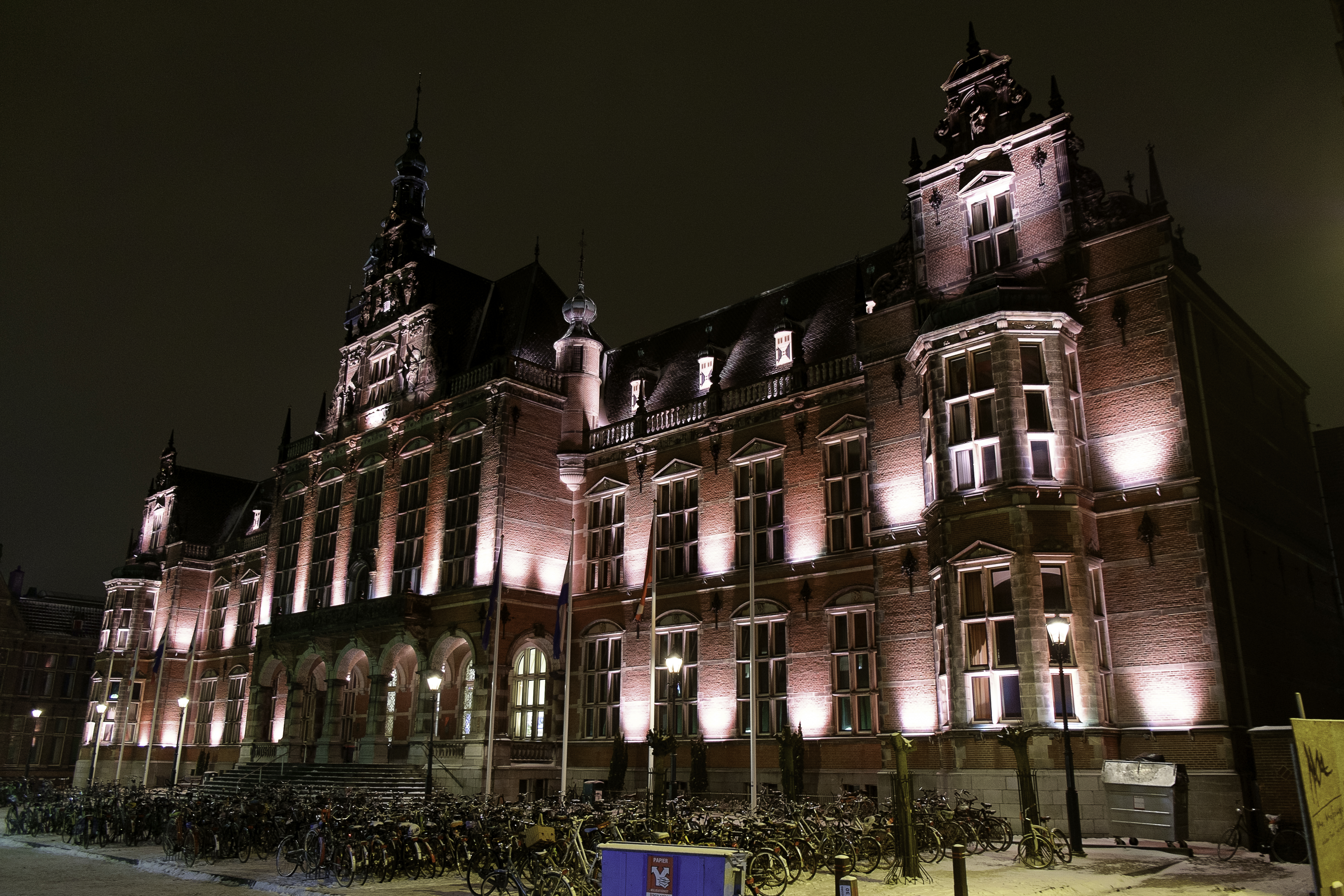
Universitetens huvudbyggnad (academiegebouw).

Groningens universitet grundades 1614, ursprungligen enbart för teologisk utbildning. Universitetet är därmed ett av de äldsta i Nederländerna. Som ett resultat av den franska inkorporeringen blev universitetet del av det kejserliga universitetet i Paris 1812 och var därmed, tillsammans med universitetet i Leiden, det enda universitetet i Nederländerna som inte stängdes. 1815, efter att Groningen tilldelades kungariket Nederländerna, blev det en statlig högskola och slutligen statligt universitetet Groningen (“Rijksuniversiteit Groningen”) 1876. Universitetet har en avdelning för skandinavistik och är partner med Uppsala universitet i det så kallade U4 nätverket.

## Sevärdheter
Bland sevärdheterna i Groningen finns Martinikyrkan från 1200-talet med Martinitornet, Aa-kyrkan, Groninger Museum och naturgasbolaget Gasunie's huvudkontor.
Martinitornet (“d'olle grieze”, den gamla gråa) är den mest välkända sevärdheten i Groningen. Tornet är 96,8 meter och därmed det högsta tornet i staden. Det första tornet byggdes i 1200-talet men det ödelades på grund av blixt 1408; de andra och tredje tornen kollapsade respektive 1468 och 1577 efter två stora bränder. Det fjärde tornet finns fortfarande, även om tornet är lite krokigt som ett resultat av sänkning. Groninger Museum grundades 1874. Den nuvarande byggnaden öppnades 1994 och är känd för de radikalt modernistiska och futuristiska strukturerna. Det fanns ganska många protester från lokalbefolkningen när den nya byggnaden planerades, men nuförtiden är både museet och byggnaden själv en populär succé.
Aa-kyrkan byggdes mellan 1425 och 1492. Tornet återställdes flera gånger på grund av bland annat en storm (1672) och tornets spontana kollaps (1710).
Gasunies huvudkontor byggdes 1994 och är ett bra exempel på organisk arkitektur. De organiska egenskaperna finns i byggnadens färger och former: den har naturliga färger och få räta vinklar, utan ‘naturliga vinklar’ istället.

## Sport
Fotbollslaget FC Groningen kommer från Groningen.

## Fester och aktiviteter

### Eurosonic / Noorderslag

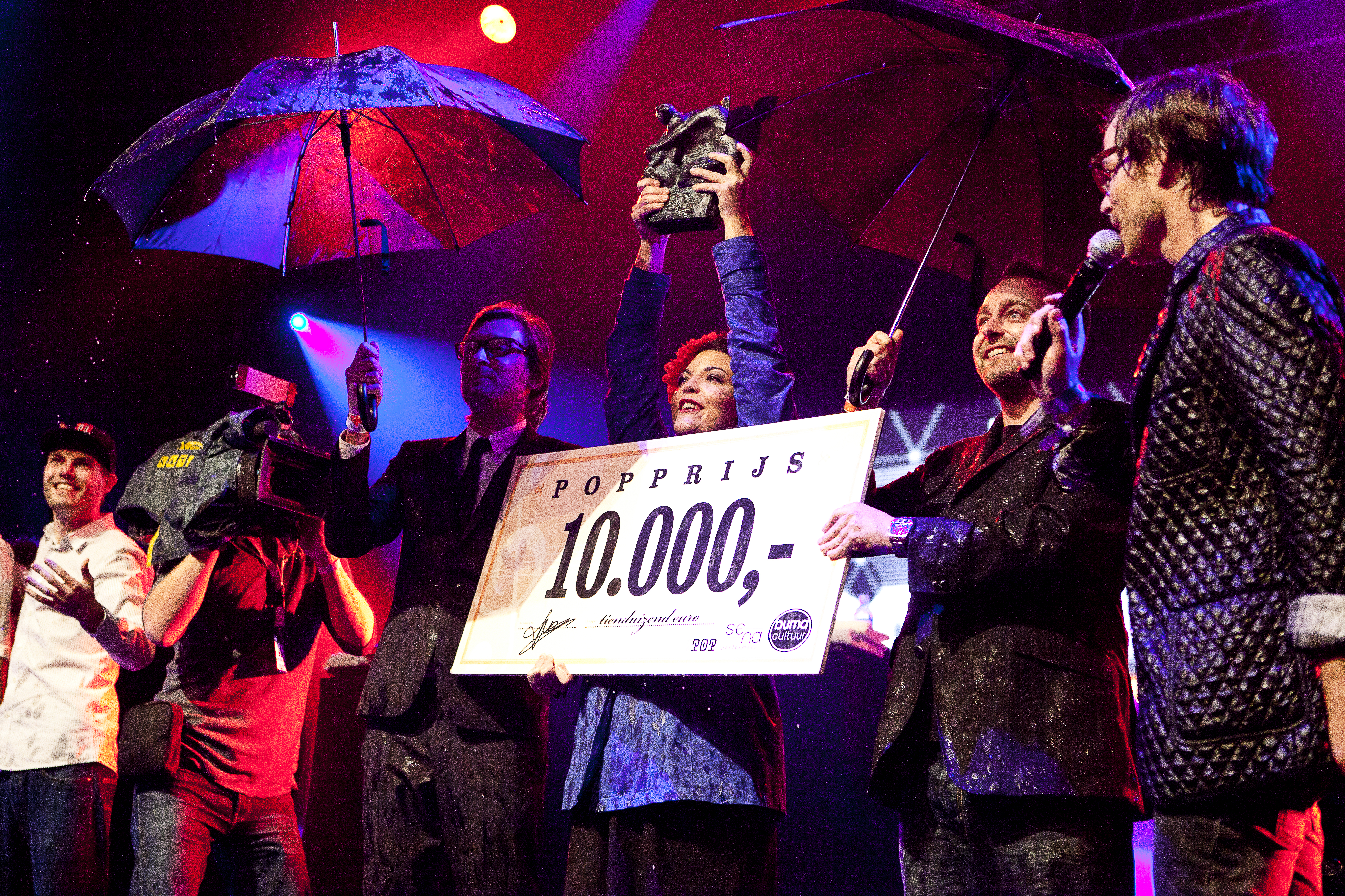
Överlämning poppriset (med den traditionella ölduschen).

Eurosonic är en årlig showcase-festival och musikseminariet i januari, och är en av de mest viktiga festivalerna för den europeiska musikbranschen och nya talanger. Festivalen äger rum runt om i staden och det finns många gratiskonserter för människor som inte har biljetter. Festivalen började 1986 som en liten musiktävling mellan tio holländska och tio belgiska musikanter, men nuförtiden är Eurosonic en mycket välkänd festival i Europa och biljetter säljs ut inom några timmar varje år. Flera svenska artister har uppträtt på Eurosonic, som Lykke Li (2008), Swedish House Mafia (2012) och Elias (2016). Festivalen avslutas med Noorderslag på söndags, en fest i Oosterpoort där Poppriset och EBBA:s överlämnas.
Hela festivalen kallades för Noorderslag förr, men när festivalen blev mer känd i Europa fanns det ett litet problem med namnet: European Broadcasting Union (EBU) observerade att de inte kunde säga ‘slag’ på radion, det betyder nämligen hora på engelska. Namnet bytte då till Eurosonic 1999, men eftersom festen på söndag är främst för den nederländska publiken (utöver EBBA:s) heter den fortfarande Noorderslag. 

### Bommen Berend
Bernard von Galen, biskopen av Münster, attackerade Groningen 1672. Han bistods av trupper från Köln men de led ett nederlag, som gjorde situationen farligt för Von Galens trupper också. Efter fyra veckor drog Von Galen tillbaka. Befrielsen firas traditionellt den 28 augusti med hästkapplöpning (‘peerdenspul’), ett tivoli och fyrverkeri och kallas “Gronings Ontzet” eller “Bommen Berend”: Bernard von Galen är i folkmun nämligen även känd som Bommen Berend eftersom han hade så många bomber.

### Noorderzon

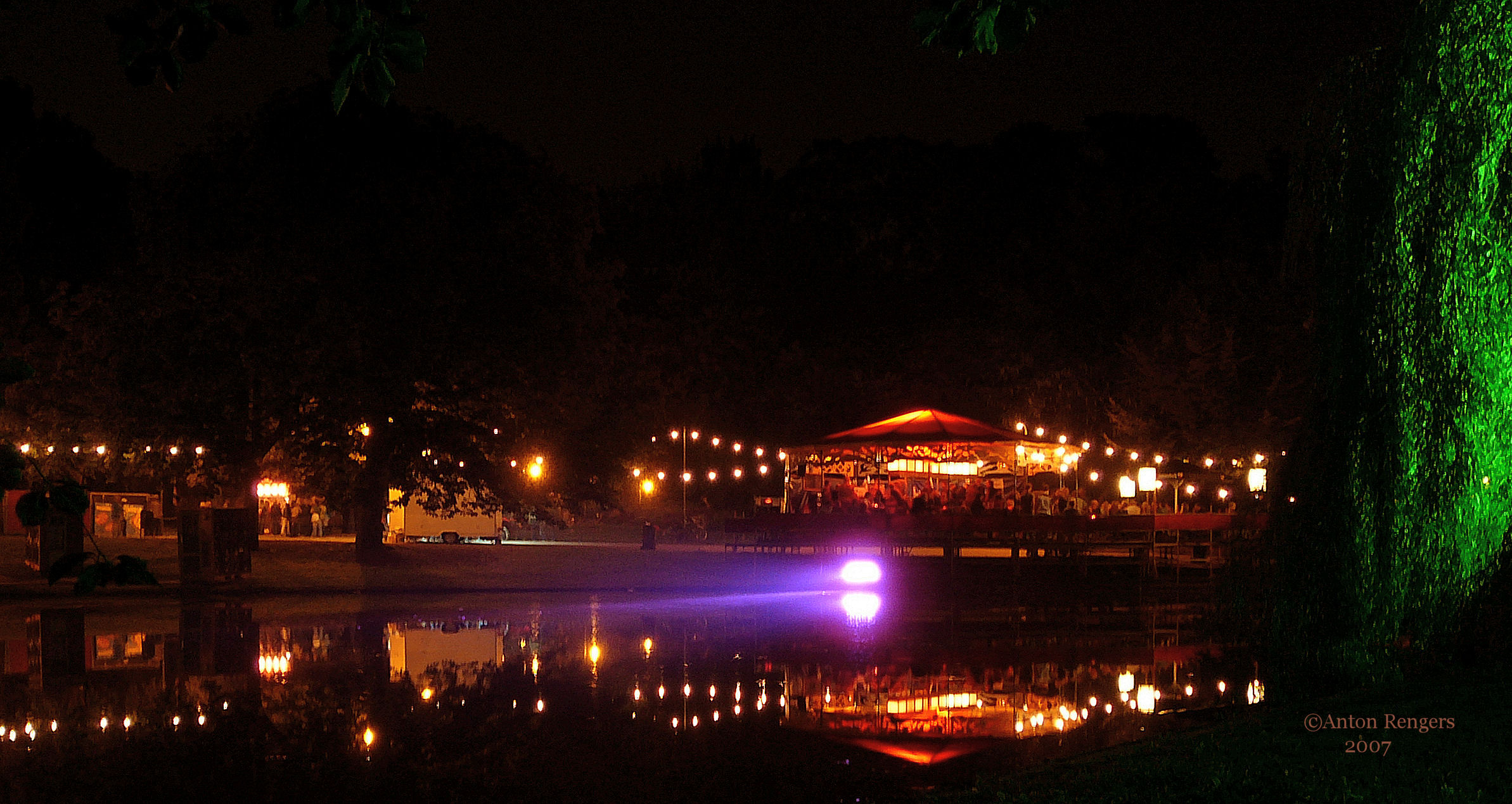
Festivalen Noorderzon.

En annan årlig festival i Groningen är Noorderzon. Den är en tio-dagars festival i augusti i Noorderplantsoen, en av Groningens parker, som handlar om musik men också om teater, dans och litteratur. Festivalen erbjuder gratis och betalda föreställningar. Både människor från Groningen och turister besöker festivalen för att möta vänner, titta på gatukonst och -artister, eller för att äta någonting eller dricka en öl. Noorderzon har också olika utepodier, där musikanter och grupper spelar musik varje kväll.

## Galleri

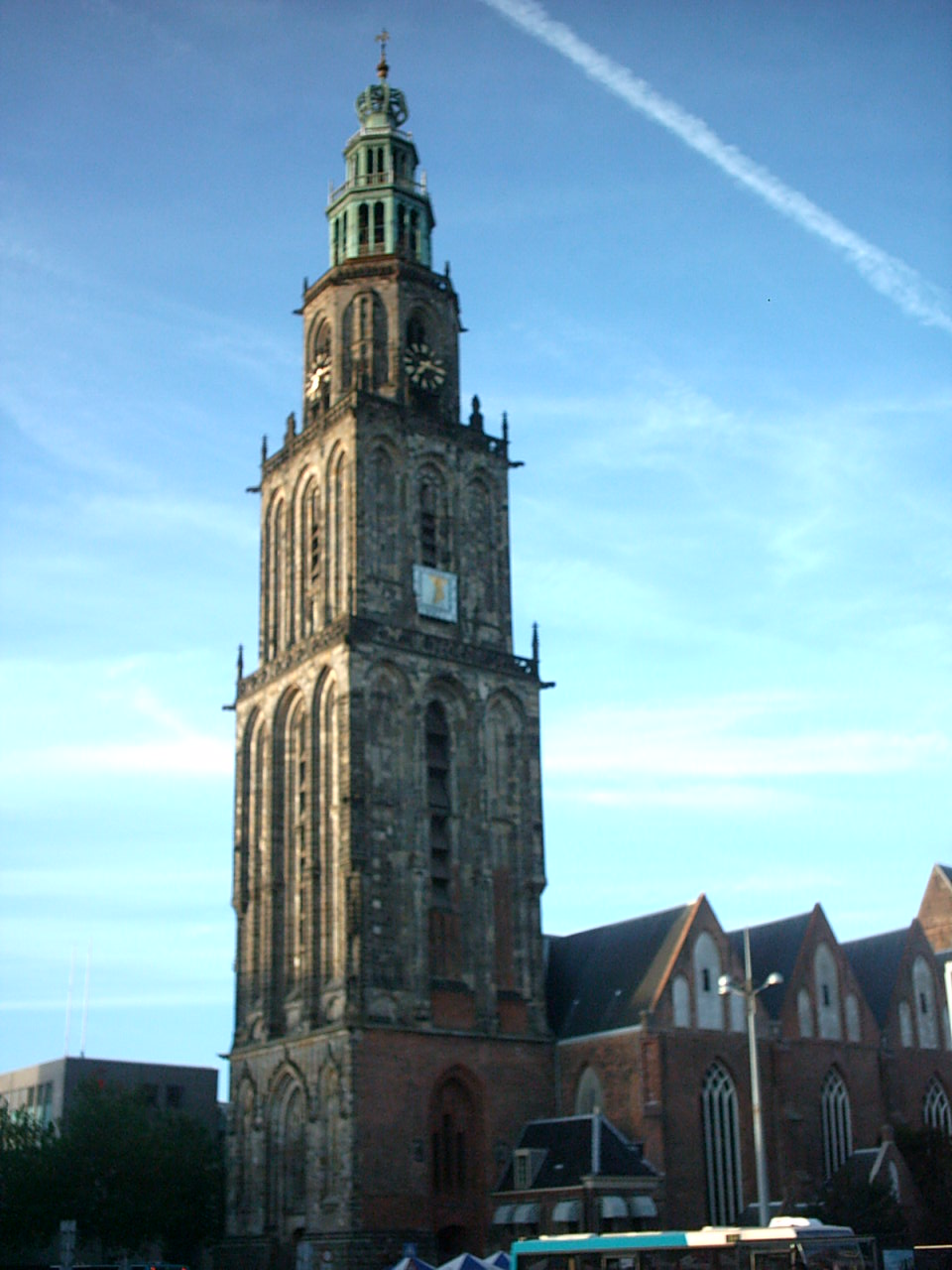
Martinitornet.
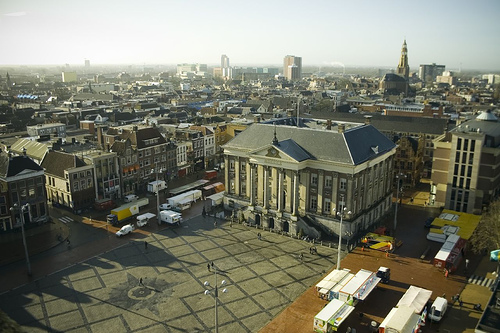
Vy från Martinitornet.
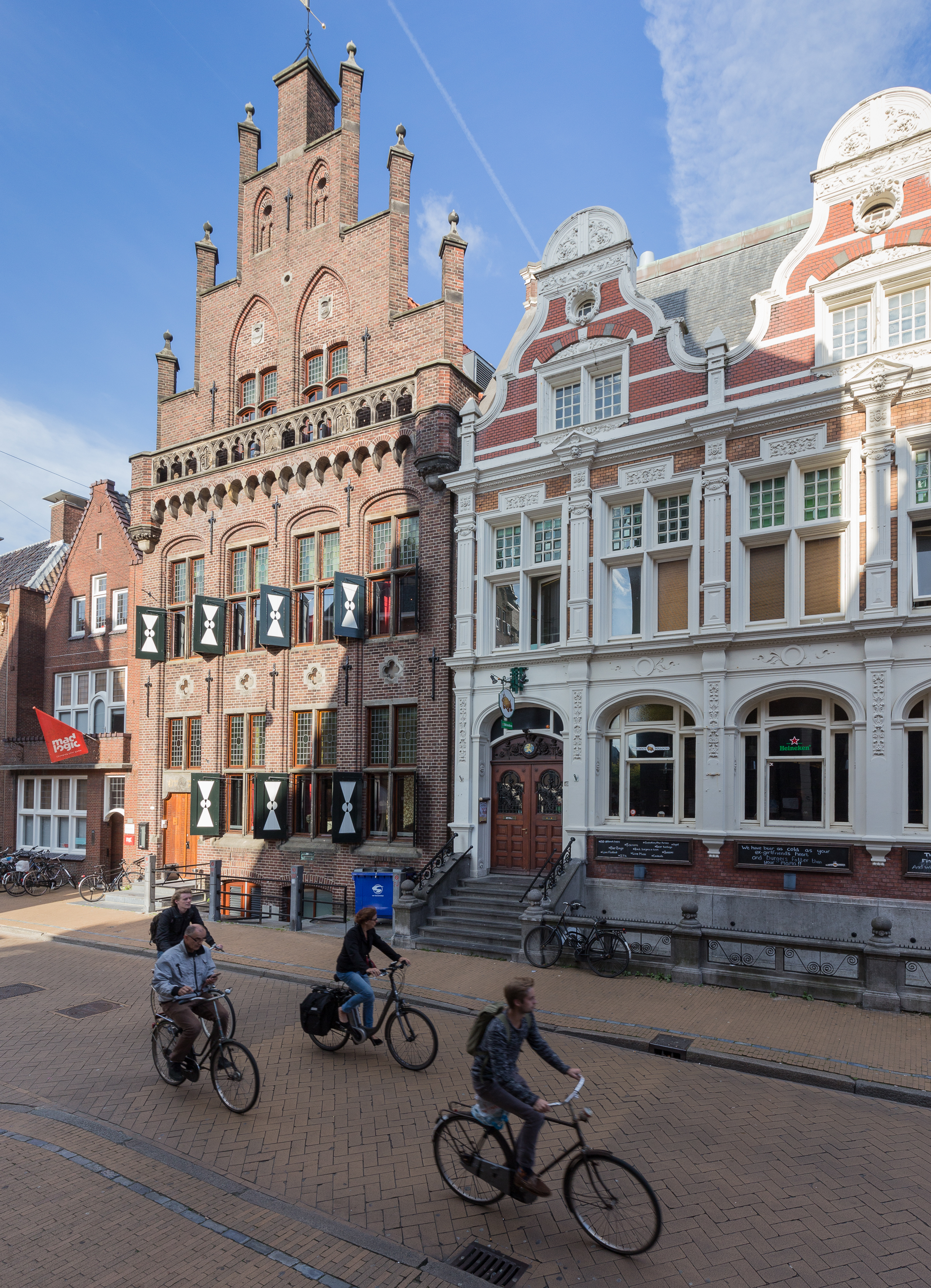
Groningen Oude Boteringstraat.
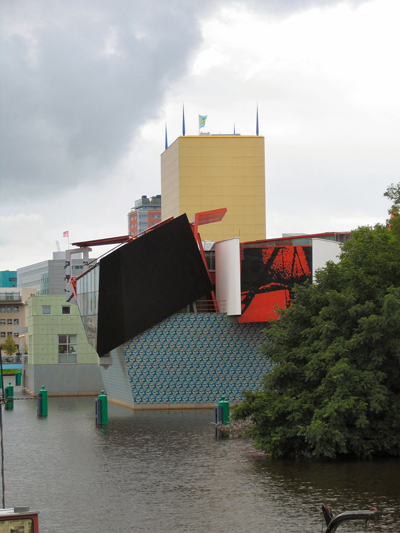
Groninger Museum.